# Táňa Pauhofová
Táňa Pauhofová, celým jménem Tatiana Pauhofová (* 13. srpna 1983 Bratislava), je slovenská filmová a divadelní herečka. 

## Život
Po absolvování gymnázia od roku 2001 studovala herectví na VŠMU v Bratislavě. Působí také v dabingu a reklamě. V současné době hraje ve Slovenském národním divadle, kde má stálé angažmá. Na televizní obrazovce se poprvé objevila jako dvanáctiletá v seriálu Škriatok. 
V dubnu roku 2022 oznámila těhotenství se svým partnerem, hudebním skladatelem Jonatánem Pastirčákem. V říjnu 2022 se jim narodila dcera.

## Divadelní role
- David Greig: Kosmonautův poslední vzkaz ženě, kterou kdysi, v bývalém Sovětském svazu, miloval. Překlad: Jiří Ornest. Dramaturgie: Radka Denemarková, Ivana Slámová. Scéna: Petr Matásek. Kostýmy: Kateřina Štefková. Hudba: Michal Novinski. Režie: Juraj Nvota. Hráli: Petra Špalková, Táňa Pauhofová, Igor Chmela, Martin Finger, David Švehlík, Petr Čtvrtníček, Jiří Ornest, Kristina Maděričová, Magdaléna Sidonová, Leoš Suchařípa / Pavel Liška, Josef Polášek; Divadlo Na zábradlí, premiéra: 18. prosinec 2003; derniéra: 23. leden 2006.

## Filmografie
- Hu-hu bratia (televizní film) – 1995
- Škriatok (televizní seriál) – 1995
- Len treba chcieť (videofilm) – 1997
- Čaro múdrosti a lásky (televizní film) – 1997
- Kruté radosti – 2002
- Čert ví proč – 2003
- Bloodlines – 2003
- Kousek nebe – 2004
- 3 plus 1 s Miroslavem Donutilem (televizní seriál) – 2005
- Trampoty vodníka Jakoubka – 2005
- Siegfried – 2005
- Poslední sezona – 2006
- Indián a sestřička – 2006
- Tři životy (televizní film) – 2007
- Poločas rozpadu – 2007
- Ordinácia v ružovej záhrade (televizní seriál) – 2007
- Muzika – 2007
- BrainStorm – 2008
- Obchod so šťastím (televizní seriál) – 2008
- Smog – 2008
- Soukromé pasti (televizní seriál) – 2008
- Vlna (televizní film) – 2008
- 3 sezóny v pekle – 2009
- Chuť léta (televizní film) – 2009
- Jánošík – Pravdivá historie – 2009
- Ženy mého muže – 2009
- Láska rohatá  – 2009
- Kriminálka Staré Mesto – 2010
- Nesmrtelní (televizní seriál) – 2010
- Román pro muže – 2010
- Terapie – 2011
- Čerešňový chlapec (televizní film) – 2011
- Konfident – 2012
- Horúca krv (televizní seriál) – 2012
- Hořící keř – 2013
- Něžné vlny – 2013
- Wilsonov – 2015
- Lída Baarová – 2016
- Všechno nebo nic – 2017
- Marie Terezie – 2017
- Jessie&Joe (krátkometrážní film) – 2017
- Milenky (televizní seriál) – 2018
- Toman – 2018
- Po čem muži touží – 2018
- Nina – 2018
- Poslední aristokratka – 2019
- Šťastný nový rok – 2019
- Bez vědomí – 2019
- Jenny – 2020 (televizní seriál, role: sestřička Laura na onkologii)
- Bábovky – 2020
- Fabrika smrti: mladá krv – 2020
- Známí neznámí – 2021
- Přání Ježíškovi – 2021
- Muž se zaječíma ušima – 2021
- Šťastný nový rok 2: Dobro došli – 2021
- Zakletá jeskyně – 2022
- Alma & Oskar – 2022
- Ema a smrtihlav – 2023
- Vlny – 2024 (role Věry Šťovíčkové)

## Ocenění
V roce 2006 získala slovenskou divadelní cenu sezóny – DOSKY za nejlepší ženský herecký výkon. Cenu obdržela za představení Manon Lescaut. V roce 2007 byla zařazena Evropskou organizací pro propagaci a export filmů European Film Promotion (EFP) do seznamu Shooting Stars 2007. V roce 2013 získala slovenskou cenu Krištáľové krídlo za postavu Emmy Bovary v inscenaci Madame Bovary a za postavu Grušenky v dramatizaci románu Bratři Karamazovi na scéně Slovenského národního divadla.             V roce 2025 získala Českého lva v kategorii Herečka ve vedlejší roli za roli ve filmu Vlny.